# Asefa Belay
Pour les articles homonymes, voir Belay.
République fédérale démocratique d'Éthiopie
Asefa Belay (Ge'ez: አሰፋ በላይ) est un des 112 membres du Conseil de la Fédération éthiopien. Il est un des 17 conseillers de l'État Amhara et représente le peuple Amhara.